# Igreja da Vilarinha
A Igreja de São Martinho de Aldoar, também referida como Igreja da Vilarinha, localiza-se na freguesia de Aldoar, cidade, concelho e distrito do Porto, em Portugal.

## História
A sua construção iniciou-se em 1732, sendo inaugurada a 27 de março de 1738. Originalmente apresentava nave única e uma torre.
Com o passar dos anos e a incorporação na cidade do Porto, e consequente aumento da população, verificou-se a necessidade de um novo templo, mais espaçoso.
Deixou de ser a matriz, atualmente a nova Igreja Matriz de Aldoar.
Pertenceu à Ordem do Hospital de São João de Jerusalém, de Rodes e de Malta, ou, simplesmente, Ordem de Malta, como é hoje mais conhecida essa antiquíssima Ordem Religiosa e Militar. Ainda hoje se realizam aí as celebrações mensais, a Norte, da Assembleia dos Cavaleiros Portugueses da Ordem Soberana e Militar de Malta, cuja sede nacional é na Igreja de Santa Luzia e São Brás, em Lisboa.
Razão pela qual figura a cruz oitavada da Ordem de Malta por cima da porta principal da Igreja e o brasão da freguesia ostenta a mesma cruz em chefe.